# Штайнер, Маттиас
Ма́ттиас Шта́йнер (нем. Matthias Steiner, 25 августа 1982, Вена, Австрия) — немецкий тяжелоатлет, олимпийский чемпион 2008 года.
Начал заниматься тяжёлой атлетикой в 1995 году.
Вице-чемпион мира 2010 года, серебряный призёр чемпионата Европы 2008 года и бронзовый призёр чемпионата Европы 2010 года. Участник Олимпийских игр 2004 года в Афинах (7-е место). Чемпион Олимпийских игр 2008 года в Пекине (свыше 105 кг). Посвятил олимпийское золото покойной жене, погибшей в автокатастрофе.